# Storträsket, Södermanland
Storträsket är en liten sjö på norra delen av Nämdö i Värmdö kommun i Södermanland och ingår i Tyresån-Trosaåns kustområde. Sjön har en area på 0,0573 kvadratkilometer och ligger 17 meter över havet. Storträsket ligger i Norra Nämdö Natura 2000-område.

## Delavrinningsområde
Storträsket ingår i det delavrinningsområde (656826-710934) som SMHI kallar för Utloppet av Storträsket. Medelhöjden är 23 meter över havet och ytan är 0,57 kvadratkilometer. Det finns inga avrinningsområden uppströms utan avrinningsområdet är högsta punkten. Avrinningsområdets utflöde mynnar i havet.